# Can the Can
Can the Can (englisch für „Kann die Dose“) ist ein Lied der US-amerikanischen Pop-Rock-Musikerin Suzi Quatro, das im April 1973 erschien.

## Entstehung und Veröffentlichung
Das Lied wurde vom Autorenduo Mike Chapman und Nicky Chinn getextet, komponiert sowie produziert.
Die Erstveröffentlichung von Can the Can erfolgte als Single am 27. April 1973 bei RAK Records. Diese erschien als 7″-Single mit der B-Seite Ain’t Ya Somethin’ Honey (Katalognummer: 150). In den Vereinigten Staaten erschien bei Big Tree Records eine 7″-Singleausführungen mit der B-Seite Don’t Mess Around (Katalognummer: BT-16053). Am 1. Oktober 1973 erschien das Lied als Teil von Quatros selbstbetitelten Debütalbums (Katalognummer: 062-94 809), dessen erste Singleauskopplung es ist. In manchen Ländern wurde das Debütalbum auch nach der Single benannt.

## Hintergrund
Can the Can ist Quatros zweite Solosingle, die veröffentlicht wurde, nachdem sie von den Vereinigten Staaten nach Großbritannien umgezogen war. In den Vereinigten Staaten hatte sie bereits zwei Singles mit der Frauenband The Pleasure Seekers veröffentlicht. Ihre erste Solosingle Rolling Stone wurde mit Studiomusikern aufgenommen. Rolling Stone wurde nur in Portugal bekannt, wo es auf Platz eins landete. Für Can the Can hatte Quatro ihre eigene Band organisiert, die als Vorgruppe von Slade und Thin Lizzy durch das Vereinigte Königreich getourt war.

## Inhalt
Laut dem Autor Chinn bedeute der Ausdruck „can the can“ „… etwas, das ziemlich unmöglich ist, man kann eine Dose nicht in eine andere stecken, wenn sie die gleiche Größe haben, also sagen wir, du kannst deinen Mann nicht in die Dose stecken, wenn er da draußen ist und nicht bereit ist, sich zu binden.“

## Rezeption
Bei Popular Music hieß es, dass Quatro durch Can the Can zur ersten weiblichen Bassgitarristin wurde, die man als eine Art „Rockstar“ charakterisieren konnte. Sie habe damit eine Barriere durchbrochen, für die Beteiligung von Frauen in der Rockmusik.

## Kommerzieller Erfolg

### Chartplatzierungen
Can the Can avancierte zum Nummer-eins-Hit in Deutschland, der Schweiz und dem Vereinigten Königreich. Darüber hinaus erreichte es Top-10-Platzierungen in Österreich (Rang 2) und Belgien (Rang 5).
| ChartsChartplatzierungen       | Höchstplatzierung | Wochen/ Monate |
| ------------------------------ | ----------------- | -------------- |
| Deutschland (GfK)              | 1 (25 Wo.)        | 25 Wo.         |
| Österreich (Ö3)                | 2 (4 Mt.)         | 4 Mt.          |
| Schweiz (IFPI)                 | 1 (4 Mt.)         | 4 Mt.          |
| Vereinigte Staaten (Billboard) | 56 (4 Wo.)        | 4 Wo.          |
| Vereinigtes Königreich (OCC)   | 1 (14 Wo.)        | 14 Wo.         |

| ChartsJahrescharts (1973) | Platzierung |
| ------------------------- | ----------- |
| Deutschland (GfK)         | 9           |
| Österreich (Ö3)           | 15          |
| Schweiz (IFPI)            | 4           |

### Auszeichnungen für Musikverkäufe
| Land/Region                  | Auszeichnungen für Musikverkäufe (Land/Region, Auszeichnung, Verkäufe) | Verkäufe |
| ---------------------------- | ---------------------------------------------------------------------- | -------- |
| Vereinigtes Königreich (BPI) | Silber                                                                 | 250.000  |
| Insgesamt                    | 1× Silber ·                                                            | 250.000  |